# Batalla de Cirta
La batalla de Cirta, 203 a. C., enfrentó a Sifax, rey númida de los masesilos y principal aliado de Cartago, contra las fuerzas aliadas del númida Masinisa y el romano Cayo Lelio, en el contexto de la segunda guerra púnica.
A las órdenes de Escipión el Africano, Lelio y Masinisa persiguieron a Sifax de regreso a su reino, dándole alcance cerca de Cirta. Allí el rey reclutó nuevas tropas para enfrentarse a ambos generales en campo abierto. Sifax intentó organizar sus tropas al estilo romano, pero aunque disponía de fuerzas suficientes, eran en su gran mayoría soldados inexpertos y apenas entrenados.
El choque comenzó como una escaramuza de caballería, que poco a poco comenzó a crecer en dimensiones. La caballería númida de Sifax llevaba la voz cantante, hasta que llegó el grueso de la legión romana. La infantería legionaria, emplazada entre líneas, ofreció un frente sólido a la caballería de Sifax, que hubo de batirse en retirada.
Las tropas de infantería de Sifax, en su mayoría reclutas pobremente armados, se hundieron en el pánico ante la visión de la perfectamente formada legión romana. Sifax, desesperado, corrió entre sus tropas, intentando infundirles moral para que dieran la vuelta y se enfrentaran al enemigo. En un movimiento desesperado, cargó en solitario contra los romanos, pero su caballo herido le arrojó al suelo.
El rey númida fue tomado prisionero, haciendo imposible así la reorganización de sus tropas. La batalla se perdió, y los romanos capturaron la ciudad, que capituló al ver a su rey encadenado.
- Datos: Q1660792